# Clifford E. Charlesworth
Pour les articles homonymes, voir Charlesworth.
Clifford Eugene Charlesworth (né le 29 novembre 1931 à Red Wing et mort le 28 janvier 1991 à Friendswood) est un ingénieur en aérospatiale américain connu pour sa carrière à la National Aeronautics and Space Administration (NASA).
Il est directeur de vol durant le programme Gemini et le programme Apollo, participant notamment à Apollo 11.
Il prend sa retraite en 1988, et meurt à l'âge de 59 ans.

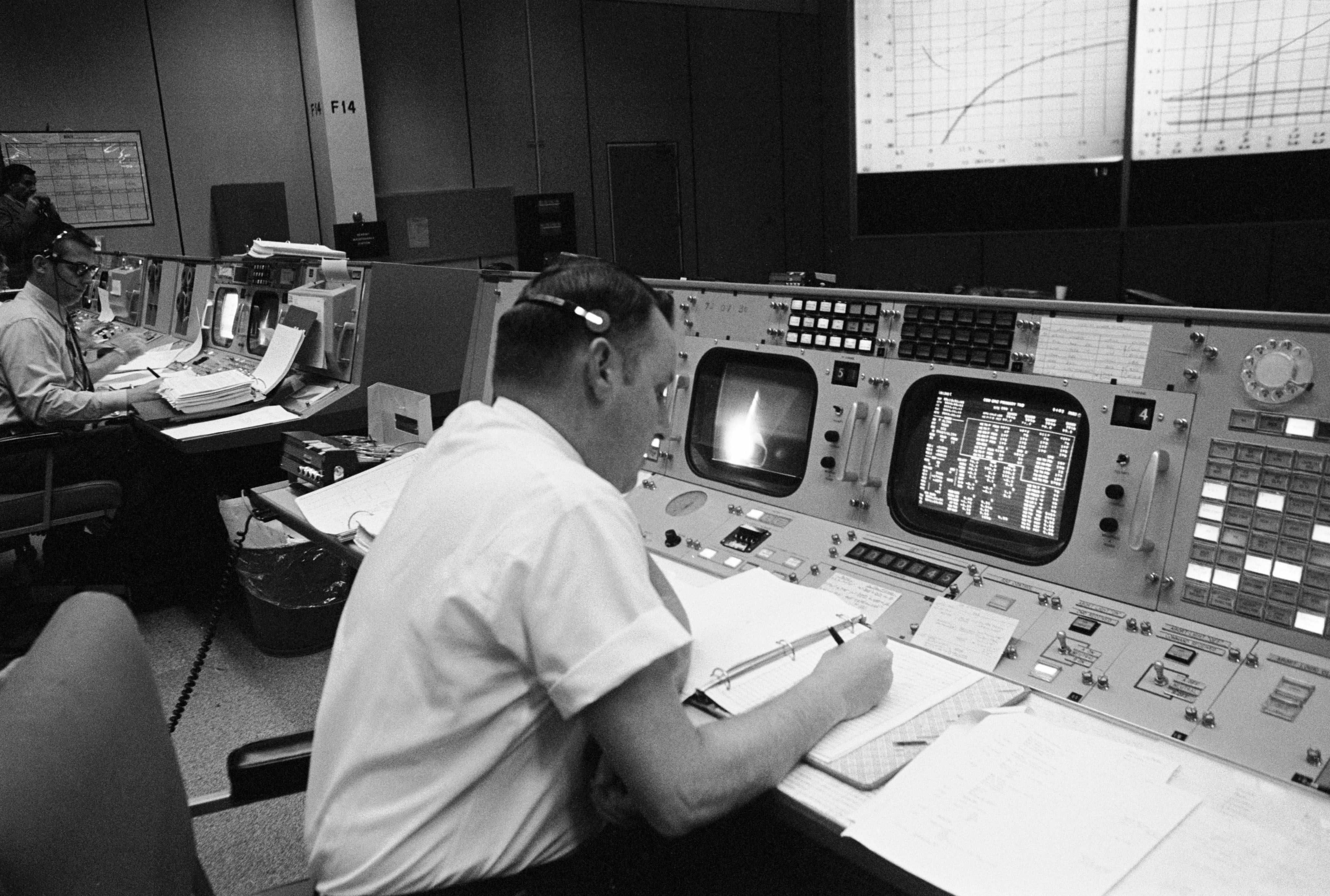
Clifford Charlesworth à sa console durant Apollo 8 le 21 décembre 1968.